# La collana insanguinata
La collana insanguinata (Mystery in Mexico) è un film noir diretto da Robert Wise, distribuito nel 1948. È interpretato da William Lundigan e Jacqueline White. Il film è incentrato sulle disavventure di un investigatore assicurativo che si trova in Messico per lavoro.

## Trama
Steve Hastings lavora per una compagnia di assicurazioni in qualità di detective quando viene incaricato di raccogliere informazioni sulla scomparsa di un collega. La prima pista utila è la sorella dello scomparso, Victoria, a sua volta sulle sue tracce. Hastings la segue a Città del Messico. Dopo averne guadagnato la fiducia, Steve aiuta Vicki a svelare il mistero della scomparsa del fratello.

## Produzione
Le riprese principali si svolsero presso gli Estudios Churubusco della RKO a Città del Messico e nei loro studi a Hollywood tra la fine di settembre e l'inizio di novembre del 1947.
Le riprese in esterni furono effettuate principalmente a Cuernavaca.